# Christoph von Lamberg

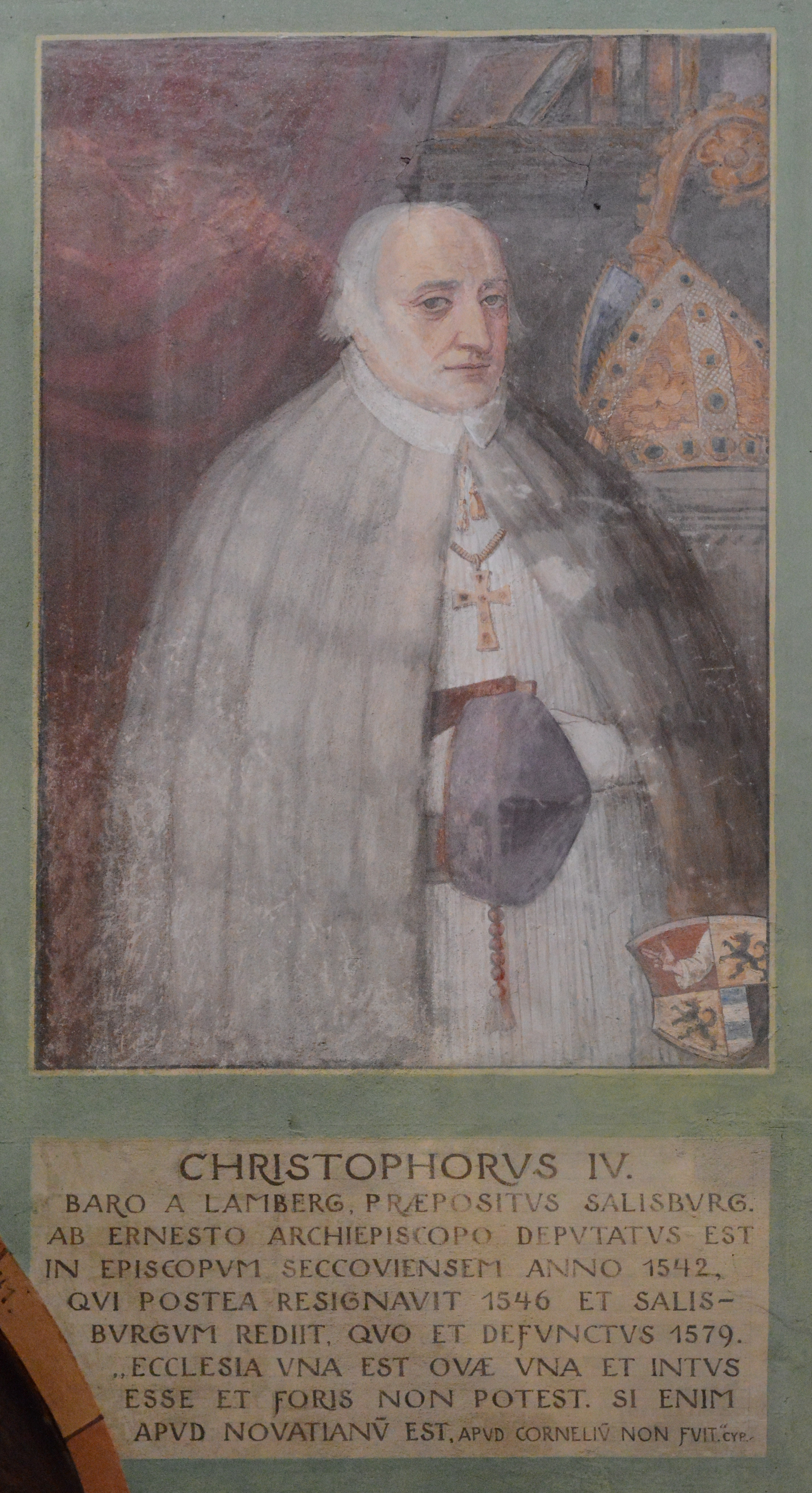
Halbfigurenportrait Bischof Christoph IV. von Lamberg, Basilika Seckau, Bischofskapelle (Darstellung um 1595)

Christoph Freiherr von Lamberg zu Ortenegg und Ottenstein († 26. März 1579 in Salzburg) war als Christoph IV. Bischof von Seckau.

## Leben
Christoph von Lamberg entstammte dem Krainer Adelsgeschlecht Lamberg, welches zahlreiche Domherren und Bischöfe hervorbrachte. Er studierte in Wien, Ingolstadt und Padua. Schon früh wurde er Domherr in Padua. Der Seckauer Bischof Christoph Rauber erklärte sich kurz vor seinem Tod bereit, ihn als Koadjutor in seinem Bistum anzunehmen. Am 29. November 1536 wurde er durch den Salzburger Erzbischof zum Bischof geweiht, mit der Verfügung, dass Lamberg nach Erreichen des kanonischen Alters als Nachfolger auf dem Seckauer Bischofsstuhl den Vorrang habe. Im Jahr 1540 erhielt Lamberg die Pfarre Seekirchen zugesprochen.
Nach dem Tod von Georg von Tessing wurde Lamberg durch den Salzburger Administrator Ernst von Bayern zum Bischof von Seckau ernannt, er dürfte jedoch nie die Weihe zum Diözesanbischof erhalten haben. 
Lamberg unternahm nichts gegen den fortschreitenden Protestantismus und trat auch sonst politisch und geistlich kaum hervor. 1546 verzichtete er auf sein Bischofsamt und wurde 1549 Koadjutor des Salzburger Domdechanten. 1555 nahm er am Reichstag in Augsburg teil und wurde zwei Jahre später Koadjutor des Dompropstes, 1560 selbst Dompropst. Er verstarb 1579.